# 雞排飯

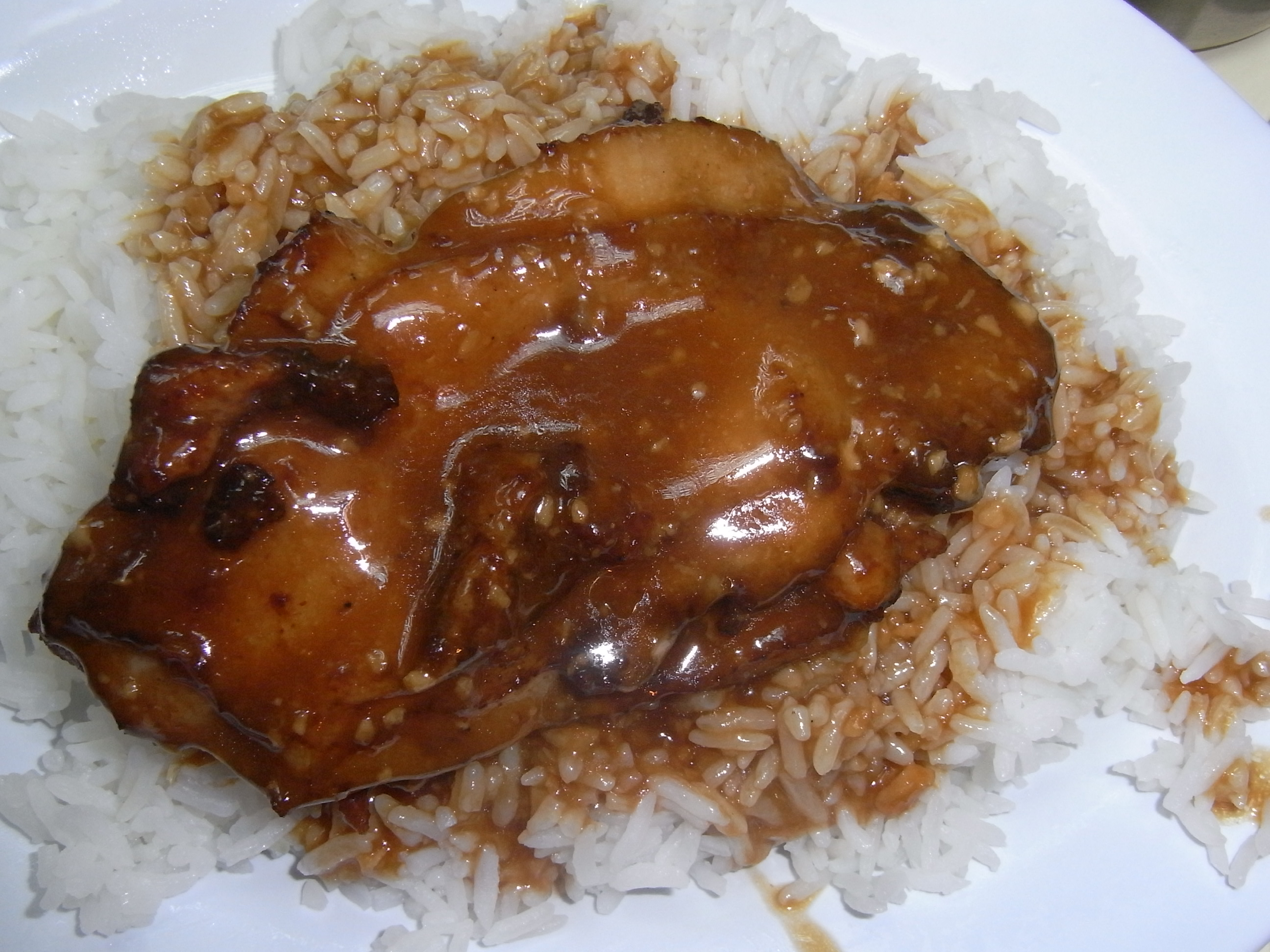
香港餐館的蒜汁雞排飯

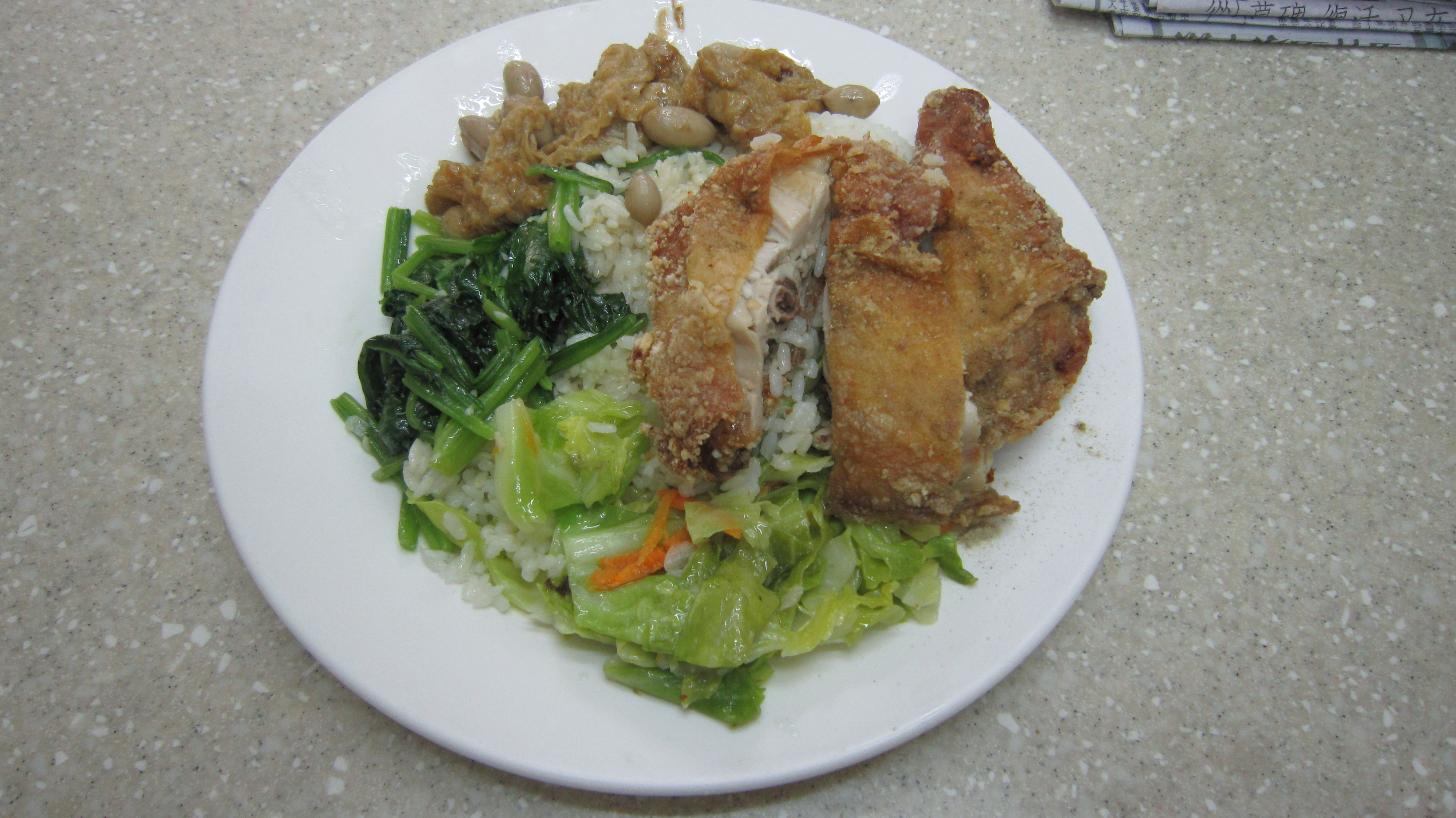
台灣的炸雞排飯

雞排飯是一種東方食品，是以雞排作為主菜搭配其他配菜的一種飯類料理。
在台灣，雞排飯常見於中餐與晚餐便當中的一個品項，作為主菜的雞排以油炸為主，但也有煎、烤等其他調理法。
有些西餐廳也會提供雞排飯，但大多佐以黑胡椒、迷迭香等特殊調味。
香港茶餐廳及港式快餐店在午飯及晚飯時段大部分都有提供雞扒飯。